# Allergy and Asthma Proceedings
Allergy and Asthma Proceedings, abgekürzt Allergy Asthma Proc., ist eine wissenschaftliche Fachzeitschrift, die vom Ocean Side-Verlag im Auftrag der Allergy, Asthma and Immunology Societies veröffentlicht wird. Die Zeitschrift erscheint mit sechs Ausgaben im Jahr. Es werden Arbeiten veröffentlicht, die sich mit Allergie, Asthma und Immunologie beschäftigen.
Der Impact Factor lag im Jahr 2014 bei 3,061. Nach der Statistik des ISI Web of Knowledge wird das Journal mit diesem Impact Factor in der Kategorie Allergologie an achter Stelle von 24 Zeitschriften geführt.